# Litery niedzielne
Litery niedzielne – system oznaczania lat kalendarzowych literami A, B, C, D, E, F i G w zależności od odległości od 1 stycznia pierwszej niedzieli danego roku. Litery niedzielne ułatwiają określenie dnia tygodnia dla danej daty, a także obliczenie terminu Wielkanocy.

## Zasady oznaczania
W roku zwykłym (nieprzestępnym), składającym się z 52 tygodni i 1 dnia, pierwszy oraz ostatni dzień roku przypadają na ten sam dzień tygodnia. Uwzględniając istnienie lat przestępnych, ten sam układ dni tygodnia w poszczególnych latach powtarza się co 28 lat – jest to tzw. cykl słoneczny. Kolejne dni każdego roku oznacza się literami alfabetu od A do G, natomiast poszczególne lata zwykłe – od oznaczenia ich niedzieli. Zatem rok zwykły, którego pierwszy i ostatni dzień wypadają w niedzielę, oznacza się literą A; kolejny rok rozpocznie się w poniedziałek („dzień A” kolejnego roku), jego literą niedzielną będzie więc G i tak dalej wstecz.
- A – zwykły rok zaczynający się w niedzielę
- B – zwykły rok zaczynający się w sobotę
- C – zwykły rok zaczynający się w piątek
- D – zwykły rok zaczynający się w czwartek
- E – zwykły rok zaczynający się w środę
- F – zwykły rok zaczynający się we wtorek
- G – zwykły rok zaczynający się w poniedziałek

Taki system oznaczeń ułatwia określanie dnia tygodnia dla wybranej daty: jeśli 1 stycznia zwykłego roku wypada w niedzielę, to 1 października również będzie niedzielą, w tym samym roku 1 lutego, 1 marca i 1 listopada wypadną w środy, 1 kwietnia i 1 lipca – w soboty, a 1 września i 1 grudnia – w piątki.
W latach przestępnych daty 24 i 25 lutego oznacza się tą samą literą, tak więc w roku rozpoczynającym się niedzielą (A) od końca lutego kolejne niedziele będą przyjmować oznaczenie G – wówczas literami niedzielnymi takiego roku przestępnego będą AG.
- AG – rok przestępny zaczynający się w niedzielę
- BA – rok przestępny zaczynający się w sobotę
- CB – rok przestępny zaczynający się w piątek
- DC – rok przestępny zaczynający się w czwartek
- ED – rok przestępny zaczynający się w środę
- FE – rok przestępny zaczynający się we wtorek
- GF – rok przestępny zaczynający się w poniedziałek

## Przykłady
- 2000 BA
- 2001 G
- 2002 F
- 2003 E
- 2004 DC
- 2005 B
- 2006 A
- 2007 G
- 2008 FE
- 2009 D
- 2010 C
- 2011 B
- 2012 AG
- 2013 F
- 2014 E
- 2015 D
- 2016 CB
- 2017 A
- 2018 G
- 2019 F
- 2020 ED
- 2021 C
- 2022 B
- 2023 A
- 2024 GF
- 2025 E
- 2026 D
- 2027 C
- 2028 BA
- 2029 G